# 鐘落潭鎮
鐘落潭鎮（しょうらくたんちん）は、広州市白雲区の鎮。現行行政地名は鐘落潭鎮鐘落潭社区、鐘落潭鎮竹料社区などの社区5個、村37個がある。

## 地理
広州市白雲区の北部に位置している。

## 行政区画
社区5個、村37個を管轄する。

## 施設

### 交通
・地下鉄の駅：